# Église Notre-Dame-de-Bon-Secours de Bois-Colombes
Pour les articles homonymes, voir Église Notre-Dame-de-Bon-Secours.
L'église Notre-Dame-de-Bon-Secours est une église située rue du Général-Leclerc, dans la commune de Bois-Colombes qui dépend du diocèse de Nanterre.

## Paroisse
Une première chapelle est dédiée à Notre-Dame de Bon Secours en 1885, en souvenir de la protection accordée par celle-ci pendant la guerre de 1870. Construite par l'abbé Joseph Le Comte, curé de Colombes, elle servait d'annexe à l'ancienne église Saint-Pierre-Saint-Paul de Colombes.
En 1899, le clocher est restauré et l'orgue installé. En 1923, les bas-côtés et la nouvelle sacristie sont ajoutés.
L'église possède une collection complète de vitraux de style sulpicien (fin XIXe siècle et début du XXe siècle), pour nombre d'entre eux dédiés à la Vierge Marie, sa vie (la Nativité), ses apparitions (à la Chapelle de la rue du Bac, La Salette, Lourdes, à Saint Simon Stock, etc.), sa vénération (Notre-Dame des Victoires ...), ainsi que d'autres thèmes, tel Saint Charles Borromée donnant la première communion à Saint Louis de Gonzague.
Des travaux d'agrandissements ont débuté en février 2012.

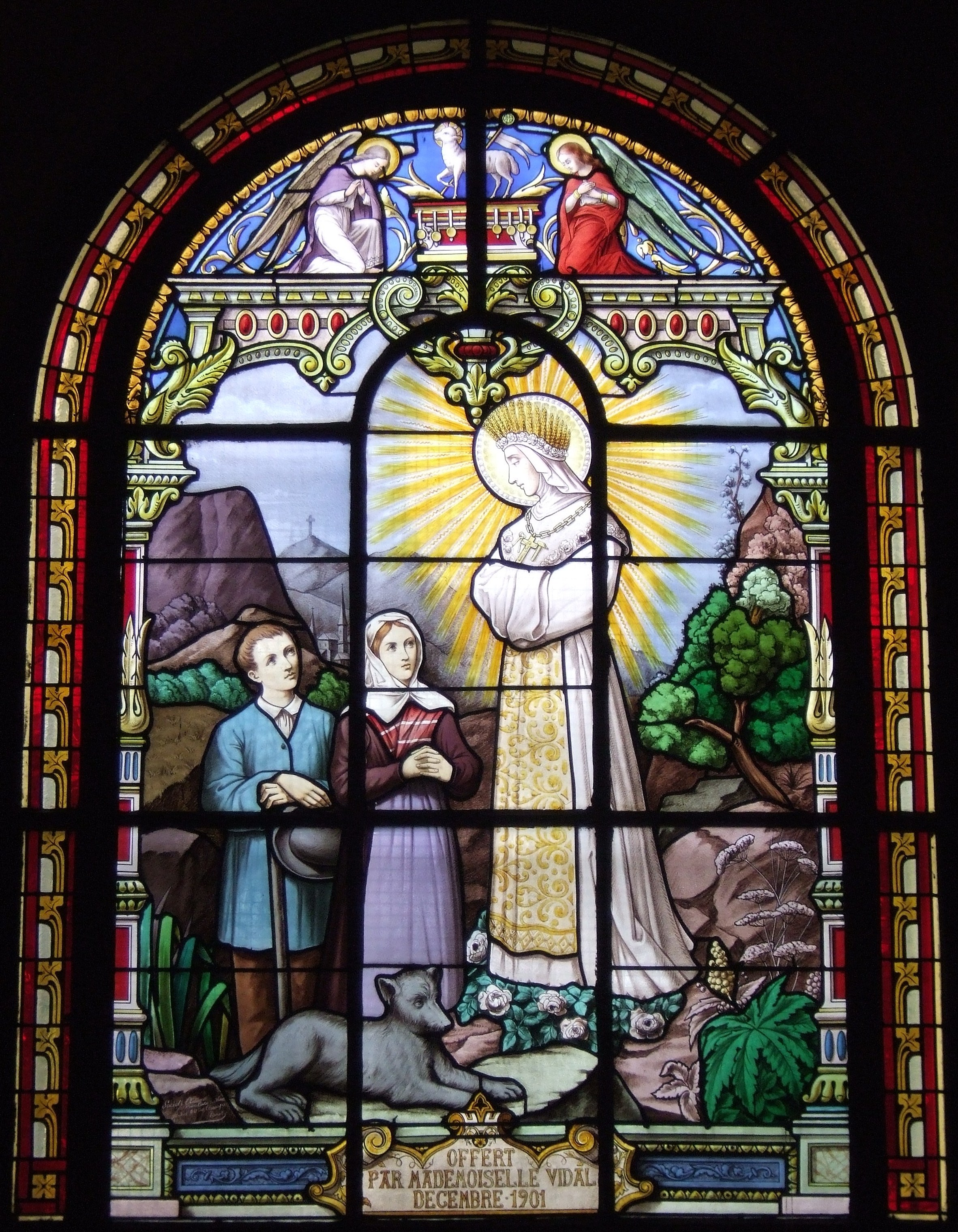
Vitrail de Notre-Dame de La Salette (1901).
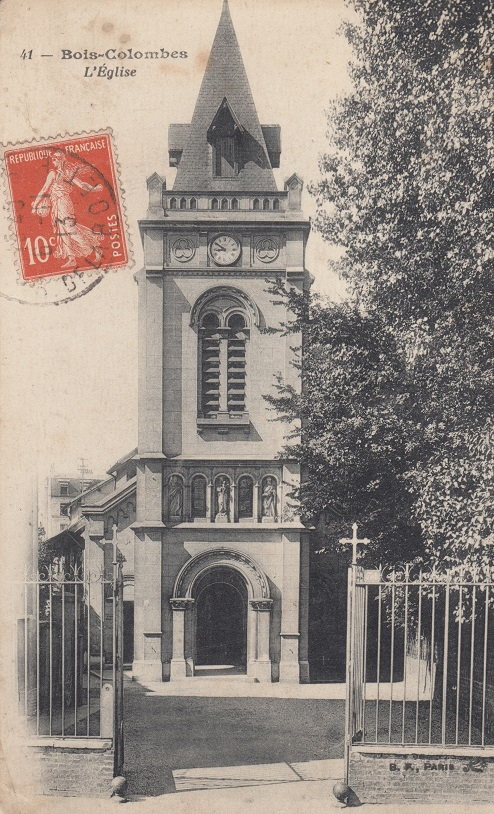
Ancienne carte postale de l'église.